# Princesse Sakura
 (novembre 2011).
Si vous disposez d'ouvrages ou d'articles de référence ou si vous connaissez des sites web de qualité traitant du thème abordé ici, merci de compléter l'article en donnant les références utiles à sa vérifiabilité et en les liant à la section « Notes et références ».
Princesse Sakura (桜姫華伝, Sakura Hime Kaden) est un manga écrit par Arina Tanemura. Il a été prépublié entre décembre 2008 et décembre 2012 dans le magazine Ribon, et a été compilé en un total de douze tomes en janvier 2013. La version française est publiée par Glénat depuis septembre 2011.

## Histoire
L'histoire se situe dans l'ère Heian, le Japon médiéval. La princesse Sakura a 14 ans et vit recluse dans une demeure des monts Izumi. Descendante d'une prestigieuse famille, elle est orpheline et a perdu son frère aîné lors d'une épidémie. Depuis sa naissance, elle est fiancée au prince Ora, qui deviendra un jour l'empereur d'Heiankyo, la capitale. Vivant grâce à l'argent qu'il lui fait parvenir, elle vit seule sous la tutelle de nombreuses servantes dont sa seule amie Asagiri, qui est une petite créature surnaturelle, et Omi. Une prêtresse, Byakuya, veille également sur elle.
Lorsque Aoba, l'envoyé du prince Ora, vient la chercher pour l’emmener à la capitale, Sakura comprend qu'elle va devoir épouser son promis. Elle refuse de s'y rendre et fugue de sa maison. Mais elle a le tort de regarder la pleine lune et un démon apparait pour la dévorer.
Byakuya lui révèle alors que sa grand-mère est la légendaire princesse Kaguya, descendue de la lune pour vaincre les démons. Seules ses descendantes peuvent faire appel au pouvoir d'une épée magique, Chizakura, pour détruire ces démons. Sakura a des difficultés à se faire accepter par l'épée mais réussi à sauver tout le monde. Byakuya lui donne alors son mikotoji, un papier sur lequel est écrit le mot qui retrace la destinée de chacun, et qui, avec du sang de son propriétaire, peut le tuer. Celui de Sakura est « destruction ».
Elle découvre que l'envoyé n'est autre que le prince. Trahie, détestée, blessée mortellement par Ora, elle s'enfuit avec Asagiri. Elle est recueillie par des ninjas, Kohaku, et son ami transformé en grenouille Hayate.
Sakura va vivre d'incroyables aventures, et découvre qu'elle est immortelle...

## Personnages
SakuraPrincesse de 14 ans, elle vit éloignée du monde. Sa compagnie se limite à ses servantes et à une vieille magicienne qui lui rend souvent visite. Enfant, elle vouait une admiration amoureuse à son grand-frère Kai. Pourtant promise à Ora, le meilleur seigneur du pays, elle le déteste à cause de son égoïsme, et car il n'est jamais venu lui rendre visite et lui envoie des lettres qu'il n'écrit même pas lui-même. Elle est également déçue que son union se fasse sans amour qui unissent les deux adolescents. Princesse de la lune, elle a le pouvoir de détruire les démons mais ne maîtrise pas l'épée qui lui permet de les tuer. Bonne et généreuse, elle est aussi étourdie, impulsive, ignorante, très expressive. Elle est courageuse et déteste les injustices. Elle se bat pour son pays et pour être une princesse exemplaire. En réalité elle aime le prince Ora même si elle dit le détester. Son mikotoji est « destruction ».
Aoba/OraFils du précédent Empereur, il a 17 ans. Il est très impoli et peu diplomate envers sa fiancée, mais il est le meilleur parti de la ville. Doué en art, littérature, calligraphie, poésie, équitation, musique, arc et même magie, il a tout fait pour être digne de sa fiancée. Mais en réalité, influencé par ses conseillers, il blesse Sakura en la traitant de monstre mangeur d'hommes. Son père et son grand-père ayant été tués par des démons après avoir aimé une princesse de la Lune, Aoba n'a pas été désigné prince héritier de peur qu'il ne meure tragiquement lui aussi et que le désespoir s'abatte sur le pays. Pourtant il est le successeur direct et c'est sûrement lui qui héritera du trône... Il est en réalité très amoureux de Sakura et va tout faire pour la protéger et la retrouver lorsqu'elle sera emmener de force par son frère Kai (Enju). Son mikotoji est « vie ». Son mikotoji va faire sortir Sakura de son désespoir car ensemble, leur avenir ne peut pas engendrer que la destruction, mais aussi la vie. Il a été élevé dans le village de ninjas d'Hayate, de Kohaku et de Shuri : ils sont donc amis d'enfance. Il désigne Kohaku comme sa petite sœur.
AsagiriCréature de petite taille, Asigiri considère Sakura comme sa maîtresse et sa sauveuse. En effet, elle était retenue prisonnière par un marchand d'esclaves. La petite Sakura, horrifiée de cette injustice, offre tous ses kimonos au vendeur pour qu'il libère Asagiri. Elle donc est recueillie par la princesse. Douce et attentive, elle garde pourtant tous ses sentiments à l'intérieur d'elle. Il semble qu'elle ait vécu de graves traumatismes. Elle est en réalité une « dame des neiges », créature de glace, la forme adulte d'Asagiri dont les pouvoirs magiques réduisent sa durée de vie. Elle a appris la « chaleur » des sentiments avec Sakura. Elle a un rêve secret qui est de retrouver les kimonos de la princesse. C'est l'ex petite amie d'Ukyo mais il semblerait que leur village ait brulé et qu'Asagiri se soit retrouvée capturée. Son mikotoji est « gentillesse, excellence ».
ByakuyaVieille prêtresse de la région, elle veille sur Sakura depuis des années et a juré de la protéger. Elle a toujours mise en garde Sakura contre les démons et lui a fait jurer de ne jamais regarder la pleine lune. En vérité, elle lui a recommandé cela car les démons pourraient ainsi la localiser pour la tuer. Les mikotoji se révèlent a elle. Byakuya est celle qui conseilla le prince Ora d'être doux et de protéger le cœur de la princesse. Elle est en réalité une magicienne jeune et puissante capable d'invoquer Chizakura.
OmiUne fidèle suivante de Sakura, qui déteste les êtres surnaturels comme Asagiri et Sakura. Elle va donc la trahir et donner son mikotoji à Aoba. Mais elle va finalement avoir confiance en la princesse et va se faire transformer en démon contre son gré par Enju. Elle va mourir, tuée en tant que démon par Sakura qui veut apaiser ses souffrances. Son mikotoji est « confiance ».
FujimurasakiOncle d'Ora, il est le prince héritier à la place de son neveu, et ainsi ils ne s'entendent pas bien. Il est son rival. Il est très intéressé par Sakura, car épouser une princesse de la Lune est un avantage politique. Son mikotoji est « désir ».
KohakuFille du 8e chef de clan ninja, elle a 15 ans et est étourdie et godiche mais sait se battre et maîtrise parfaitement les techniques magiques. Elle est au service d'Aoba mais a sauvé Sakura et est devenue son amie. Elle se destine à devenir chef de son clan. Elle a perdu ses huit frères et sœurs dans des missions. Elle est amoureuse d'Hayate mais ne lui avouera pas son amour tant qu'elle ne saura pas le retransformer.
HayateMeilleur ami de Kohaku, il a 17 ans et a été transformé en grenouille par cette dernière lorsqu'il était enfant. Depuis, il n'a jamais réussi à se retransformer en humain et suit son amie partout, en essayant tant bien que mal de réparer les pots cassés par cette dernière. Il aime Kohaku, mais ne croit pas que celle-ci partage ses sentiments. Il pense qu'elle aime Aoba, qu'elle considère en fait en frère.
ChunagonIl est le conseiller du prince Ora, il va être au service de Enju (Kai le frère de Sakura). Il est en réalité un démon qui sait se contrôler et va être tué comme tel par Enju. Son mikotoji est « espoir ».
EnjuSon vrai nom est Kai, c'est le frère de Sakura, il a été enfermé pendant 5 ans dans une prison d'eau où sa folie contre les humains va naître. Il veut détruire la terre, tuer les humains pour mettre leurs os dans la source d'immortalité qui contient les âmes des immortels, et ouvrir le portail menant à la Lune pour y revenir. Aimerait-il sa sœur Sakura ?
RurijoElle était à l'origine une pierre qui absorbe la vitalité humaine, elle appartiendra à Enju qui la transformera à partir de branches et de feuilles en une poupée ressemblant à la princesse Sakura. Elle hait cette dernière car elle n'est que sa copie et veut conquérir le cœur d'Enju pour qui elle a une possessivité incroyable au point de tuer à moitié Sakura dans une crise de jalousie.
ShuriDémon immortel comme Rurijo, Ukyo, Maimai. C'est un ninja et un ami d'enfance de Kohaku et Hayate, il a 15 ans. Pendant une mission, il a « tué » son frère et a donc trahi le village auquel il appartenait. Il est amoureux de Kohaku, mais il sait que celle-ci ne partage pas ses sentiments. Il a bu l'eau qui rend immortel pour mener sa mission d'espionnage jusqu'au bout.
UkyoServiteur d'Enju comme Rurijo, Shuri et Maimai. Il a été amoureux d'Asagiri et possède aujourd'hui une haine indescriptible envers elle. Il considère qu'elle a trahi son village en s’enfuyant et en les abandonnant aux flammes. Il a décidé de la tuer et a rejoint Enju pour cela. En réalité il aime celle-ci et a décidé de devenir immortelle pour la retrouver.
MaimaiC'est un garçon, son véritable nom est Den, il a eu dès sa naissance une brûlure à l'œil et tout son côté droit du visage était déformé. Il a aimé dans son passé une fille du nom de Mai (d'où vient son surnom Maimai) mais apprend que celle-ci étant gentille, généreuse et belle avait pitié de lui (en réalité, elle lui ressemblait car elle détestait qu'on la trouve belle et Den détestait qu'on le trouve laid). Plus tard, Enju va lui donner de l'eau venant de la source lunaire. Il va la boire sans hésiter pour devenir beau et immortel et va tuer Mai. Il avait appris qu'elle allait devenir la maîtresse d'un seigneur et ne pouvait le supporter.Lors de son combat contre Byakuya,il se fait gravement blesser et lorsque Sakura veut le nettoyer car il était recouvert de sang, celle-ci lui rappela Mai et lui donne une grande déception de son acte précédent (avoir tué Mai).

## Manga

### Fiche technique
- Autres éditions:
  -  Viz Media
  -  Tokyopop
  -  Sharp Point Press
  -  Panini Comics

### Liste des volumes
| no | Japonais         | Japonais          | Français         | Français          |
| no | Date de sortie   | ISBN              | Date de sortie   | ISBN              |
| -- | ---------------- | ----------------- | ---------------- | ----------------- |
| 1  | 13 mars 2009     | 978-4-08-856873-7 | 7 septembre 2011 | 978-2-7234-7789-5 |
| 2  | 15 juillet 2009  | 978-4-08-856898-0 | 2 novembre 2011  | 978-2-7234-7790-1 |
| 3  | 13 novembre 2009 | 978-4-08-867021-8 | 22 février 2012  | 978-2-7234-8753-5 |
| 4  | 15 avril 2010    | 978-4-08-867047-8 | 18 avril 2012    | 978-2-7234-8754-2 |
| 5  | 15 juillet 2010  | 978-4-08-867063-8 | 6 juin 2012      | 978-2-7234-8755-9 |
| 6  | 12 août 2010     | 978-4-08-867070-6 | 22 août 2012     | 978-2-7234-8756-6 |
| 7  | 15 décembre 2010 | 978-4-08-867089-8 | 12 octobre 2012  | 978-2-7234-8757-3 |
| 8  | 15 avril 2011    | 978-4-08-867116-1 | 3 janvier 2013   | 978-2-7234-9116-7 |
| 9  | 13 janvier 2012  | 978-4-08-867169-7 | 6 mars 2013      | 978-2-7234-9319-2 |
| 10 | 15 février 2012  | 978-4-08-867174-1 | 8 mai 2013       | 978-2-7234-9322-2 |
| 11 | 10 août 2012     | 978-4-08-867214-4 | 17 juillet 2013  | 978-2-7234-9574-5 |
| 12 | 15 janvier 2013  | 978-4-08-867244-1 | 4 septembre 2013 | 978-2-7234-9593-6 |

### Éditions Shueisha
1. 1 2  (ja) « 桜姫華伝 1 », Shueisha (consulté le 3 mai 2011).
2. 1 2  (ja) « 桜姫華伝 2 », Shueisha (consulté le 3 mai 2011).
3. 1 2  (ja) « 桜姫華伝 3 », Shueisha (consulté le 3 mai 2011).
4. 1 2  (ja) « 桜姫華伝 4 », Shueisha (consulté le 3 mai 2011).
5. 1 2  (ja) « 桜姫華伝 5 », Shueisha (consulté le 3 mai 2011).
6. 1 2  (ja) « 桜姫華伝 6 », Shueisha (consulté le 3 mai 2011).
7. 1 2  (ja) « 桜姫華伝 7 », Shueisha (consulté le 3 mai 2011).
8. 1 2  (ja) « 桜姫華伝 8 », Shueisha (consulté le 3 mai 2011).
9. 1 2  (ja) « 桜姫華伝 9 », Shueisha (consulté le 9 janvier 2012).
10. 1 2  (ja) « 桜姫華伝 10 », Shueisha.
11. 1 2  (ja) « 桜姫華伝 11 », Shueisha.
12. 1 2  (ja) « 桜姫華伝 12 », Shueisha.

### Éditions Glénat
1. 1 2  « Volume 1 », Glénat (consulté le 25 novembre 2011).
2. 1 2  « Volume 2 », Glénat (consulté le 25 novembre 2011).
3. 1 2  « Volume 3 », Glénat.
4. 1 2  « Volume 4 », Glénat.
5. 1 2  « Volume 5 », Glénat.
6. 1 2  « Volume 6 », Glénat.
7. 1 2  « Volume 7 », Glénat.
8. 1 2  « Volume 8 », Glénat.
9. 1 2  « Volume 9 », Glénat.
10. 1 2  « Volume 10 », Glénat.
11. 1 2  « Volume 11 », Glénat.
12. 1 2  « Volume 12 », Glénat.